# Donald Driver
Donald Jerome Driver (Houston, 2 febbraio 1975) è un ex giocatore di football americano statunitense che ha giocato nel ruolo di wide receiver per tutta la carriera nei Green Bay Packers della National Football League di cui è il primatista di tutti i tempi per yard ricevute in carriera. Fu scelto nel corso del settimo giro del Draft NFL 1999 dai Packers. Al college ha giocato a football alla Alcorn State University.

## Carriera professionistica

### Green Bay Packers
Donald Driver fu scelto dai Green Bay Packers nel settimo giro del draft 1999, squadra con cui ha trascorso professionistica.
Conosciuto per essere uno dei più ostici wide receiver della lega, Driver accumulò diverse stagioni da oltre 1 000 yard ricevute e guidò la NFL in ricezioni nel 2006 con 92. Statisticamente, la sua miglior partita in carriera la giocò nel dicembre 2006 quando ricevette 6 passaggi per 191 yard, compreso un touchdown da 82 yard, contro i Minnesota Vikings. Driver nel 2006 terminò anche al quinto posto della lega per yard ricevute con 1 295. Grazie a questi numeri, egli ottenne la convocazione per il Pro Bowl 2007.
Il 16 dicembre 2007, durante una vittoria per 33-14 sui St. Louis Rams, il quarterback veterano di Green Bay Brett Favre superò il record di tutti i tempi di Dan Marino di 61 361 yard passate in carriera. Il nuovo record avvenne grazie ad un passaggio da 7 yard ricevuto da Driver. L'anno successivo fu nuovamente convocato per il Pro Bowl.

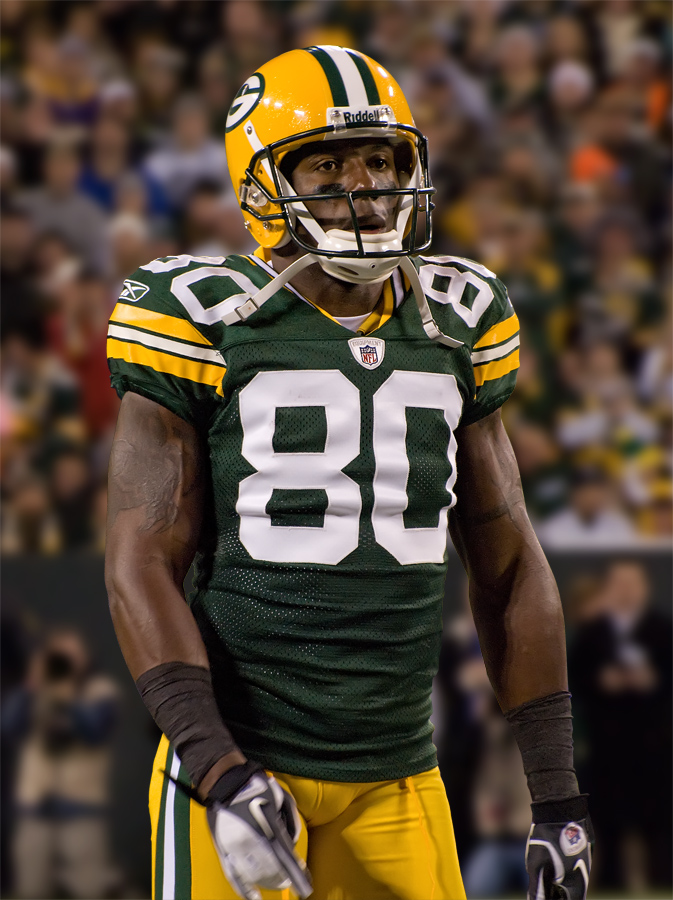
Donald Driver il 14 novembre 2011.

Nella finale della NFC del 20 gennaio 2008 acontro i New York Giants, Driver compì la più lunga giocata della storia dei playoff dei Packers con touchdown da 90 yard su passaggio di Favre.
Il 18 ottobre 2009, Driver divenne il primatista di tutti i tempi per ricezioni in carriera dei Green Bay Packers con 596, in una gara in cui ricevette 6 passaggi per 107 yard nella vittoria 26-0 in casa sui Detroit Lions.
Il 6 febbraio 2011, Driver si infortunò nel corso della sua seconda ricezione nel Super Bowl XLV. Uscito per un infortunio alla caviglia, fece ritorno nella parte finale della partita coi Packers che batterono i Pittsburgh Steelers 31-25. Driver terminò il Super Bowl XLV con due ricezioni per 28 yard, laureandosi per la prima volta campione NFL.
L'8 settembre 2011, Driver ricevette 4 palloni per 41 yard nel debutto stagionale contro i New Orleans Saints e si posizionò ad una sola yard dall'altro record dei Packers in yard ricevute in carriera. Superò tale primato il 18 settembre 2011 contro i Carolina Panthers su un passaggio da 10 yard di Aaron Rodgers, sorpassando James Lofton. Malgrado nel corso della stagione 2011 il minutaggio a disposizione di Driver fosse diminuito a causa dell'ascesa di giovani ricevitori come Greg Jennings e Jordy Nelson, la sua presenza di veterano si rivelò importante nel giovane corpo di ricevitori guidati dall'MVP della lega Rodgers. I Packers campioni in carica terminarono la stagione col miglior record della lega, 15-1, ma non riuscirono a riconfermarsi venendo eliminati nel divisional round dei playoff dai New York Giants.
Alla soglia dei 37 anni, il 30 maggio 2012, l'agente di Driver annunciò che il suo assistito aveva acconsentito a una ristrutturazione del proprio contratto che gli avrebbe fatto guadagnare 2,5 milioni di dollari nell'annata a venire, smentendo le voci di un presunto taglio da parte dei Packers.
Il 13 settembre 2012, nella seconda gara della stagione contro gli storici rivali dei Chicago Bears, Driver segnò il primo touchdown della stagione su un passaggio da 26 yard di Rodgers nel quarto periodo. Nella vittoria della settimana 8 sui Jacksonville Jaguars segnò il suo secondo touchdown stagionale chiudendo le speranze di rimonta degli avversari. A fine stagione, Driver annunciò il suo ritiro dopo 14 anni tutti disputati coi Packers in cui divenne il loro primatista di tutti i tempi per ricezioni e yard ricevute.

## Palmarès

### Franchigia
- Super Bowl : 1

Green Bay Packers: Super Bowl XLV
- National Football Conference Championship: 1

Green Bay Packers: 2010

### Individuale
- Convocazioni al Pro Bowl: 3

2002, 2006, 2007
- All-Pro: 1

2006
- MVP dei Green Bay Packers: 1

2002
- Club delle 10.000 yard ricevute in carriera
- Leader di tutti i tempi dei Packers per yard ricevute
- Leader di tutti i tempi dei Packers per ricezioni

## Statistiche
| Ricezioni              | 743    |
| Yard su ricezione      | 10 137 |
| Touchdown su ricezione | 61     |